# Hőlégballon
A hőlégballon (hőléggömb) egy speciális léggömb (légballon), amelynél a töltőgáz meleg levegő. Kedvelt sporteszköz, tudományos célokra ritkán alkalmazzák.
A hőléggömb részei:
- kupola, maga a ballon;
- égő;
- kötélzet;

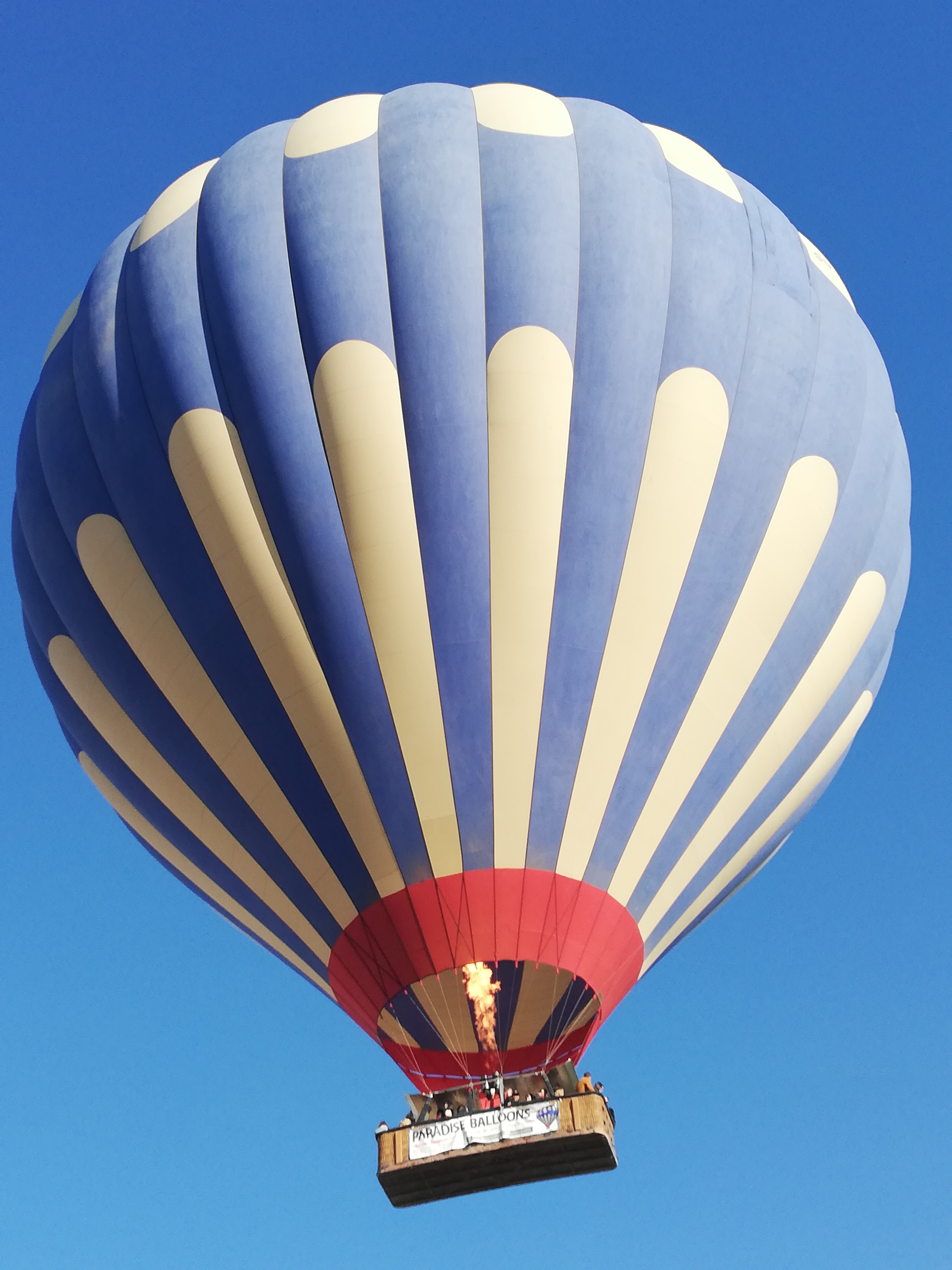
Hőlégballon

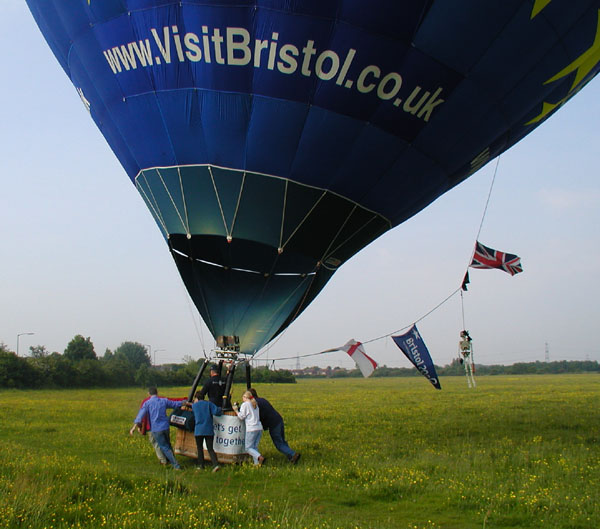
Hőlégballon elhelyezése egy réten a leeresztéséhez

- kosár (gondola) az utasok és a teher szállítására.

A hőléggömböt felemelni a ballasztsúlyok kidobásával, vagy a töltőgáz melegítésével, süllyeszteni a melegítés kikapcsolásával lehet. A melegítés kezdetben szalma és száraz fa égetésével történt, ma már propánpalackokat visznek a magasba. A vízszintes irányú mozgást a léggömb felemelésével és leengedésével lehet megoldani, ugyanis a szél különböző magasságokban más-más irányból fúj.

## A hőlégballon rövid története

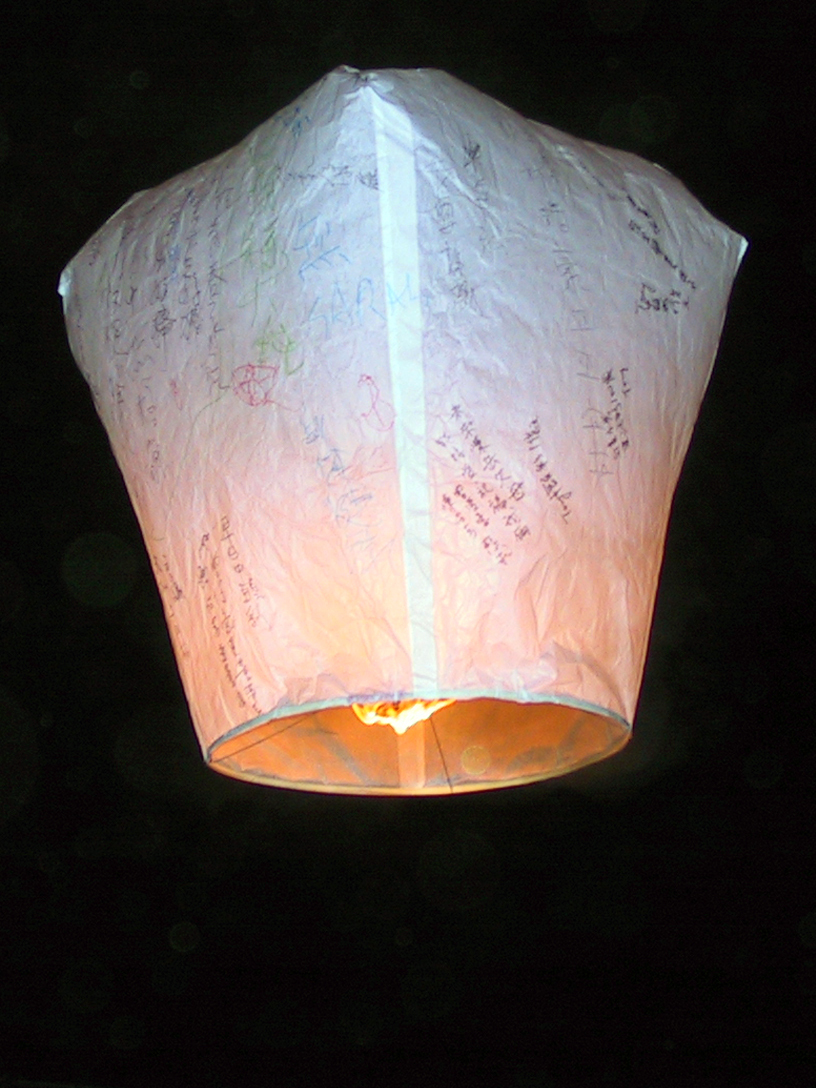
Kongming lámpás

Az első hőlégballon kezdeményt a kínaiak használták az ún. három királyság idején Kongming lámpások formájában. Ezek kis méretű, belsejükben mécsest tartalmazó lámpások voltak, amelyeket katonai jelzések leadására engedtek a magasba.
A 17. században Francesco Lana Terzi jezsuita szerzetes fedezte fel az aeronautika egyik alaptörvényét. Rájött, hogy a levegőnek súlya van, így ami nála kisebb sűrűségű, az felemelkedik a levegőbe.
A 18. század közepén a franciaországi Annonay-ban működő papírgyáros család két sarja, a később csak Montgolfier fivérekként ismert Joseph és Étienne kísérletezni kezdtek, és először vízgőzzel próbálták magasba emeltetni légballonjukat, de a kihűlő vízgőz kicsapódott és átnedvesítette a papírból készült légballont.

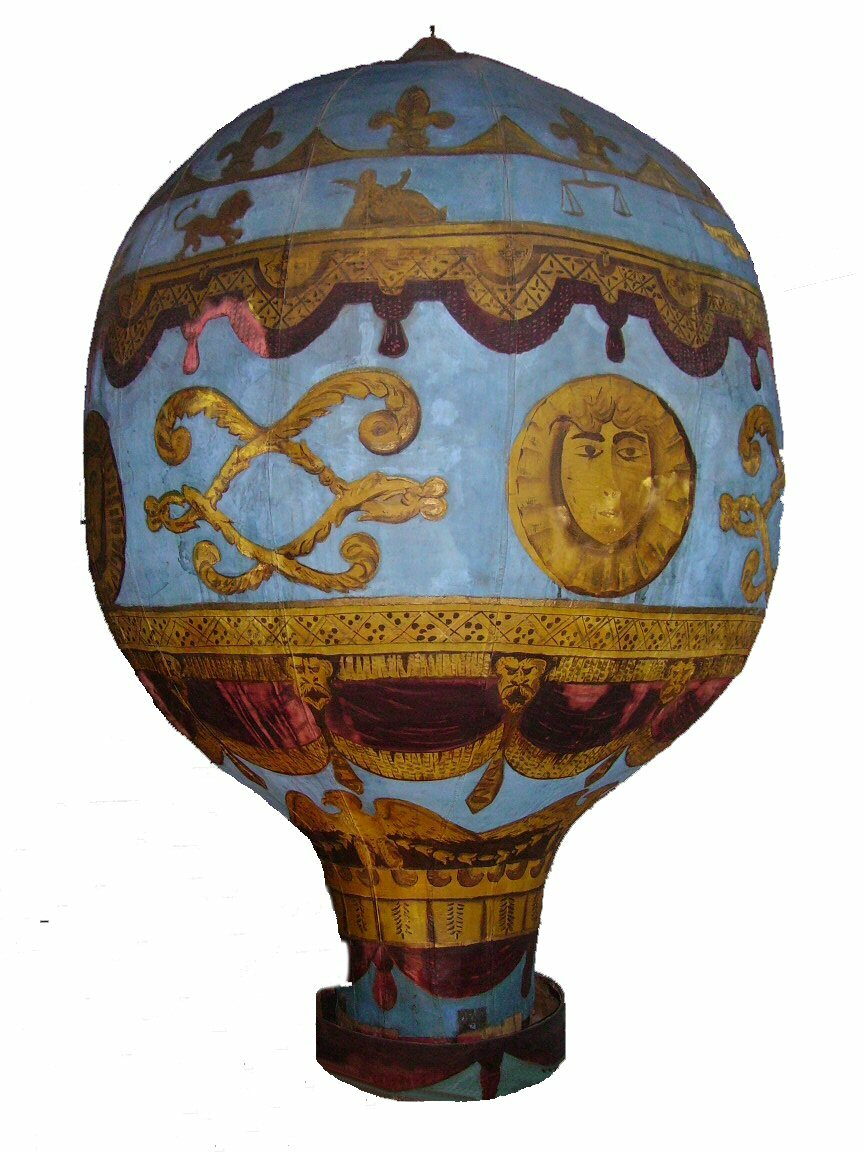
A Montgolfier fivérek hőlégballonjának másolata a British Museumban

Később arra figyeltek fel, hogy az égő papír hamuja felszáll az ég felé. A zárt füstöt is fel akarták használni, de az hamar lehűlt, és a jármű a földre ereszkedett. 
Végül az alulról történő folyamatos melegítés mellett döntöttek. Először üresen engedték fel léggömbjüket a magasba, később állatokat (egy juhot, egy kakast és egy kacsát) helyeztek a kosárba. Végül eldöntötték, hogy elvégzik az első emberes repülést. XVI. Lajos király rabokat akart a próbarepülésre felhasználni, de egy fiatal orvos, Jean-François Pilâtre de Rozier (ő lett később az első ember, aki légibalesetben meghalt) és François Laurent d'Arlandes márki vállalta, hogy beszállnak a légballon gondolájába. Így, az első, embert is szállító hőlégballonos repülést ők hajtották végre 1783. október 19-én Párizs mellett. 
A hivatalos, több száz meghívott előtt végrehajtott repülésre 1783. november 21-én került sor. A repülés 25 percig tartott, ezalatt kb. 7,5 km-t sikerült megtenni. 
Maga a léghajó vászonból készült, amelyet papírral béleltek ki. A léggömb alja nyitott volt, alatta egy rácson szalma és száraz fa égett, és annak füstje, illetve a felmelegedett levegő emelte magasba a léggömböt.
A hőlégballonnak azonban máris megjelent a vetélytársa. Alig néhány nappal a Montgolfier-fivérek sikeres bemutatója után, 1783. december 1-jén Jacques Charles és Anne-Jean Robert – szintén Párizs környékén – kénsav és vasreszelék reakciójából származó hidrogénnel töltött léggömbbel emelkedett kb. 550 méter magasba. Miután Párizs mellett egy mezőn leszálltak, a megrémült parasztok azonnal megsemmisítették az égből pottyant fura szerkezetet. 

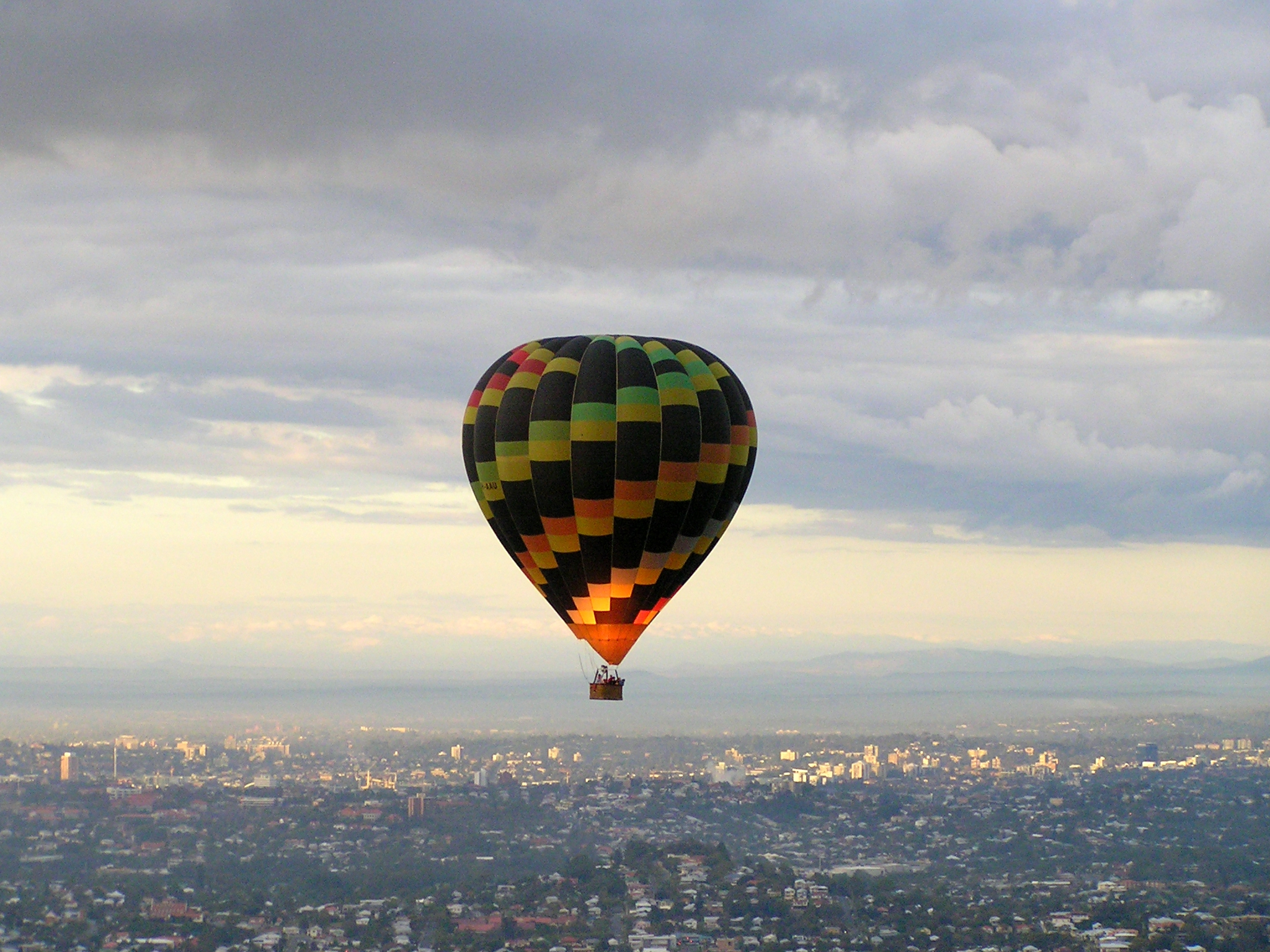
Hőlégballon az ausztráliai Brisbane fölött

A fejlődést azonban nem lehetett megállítani. A műszaki versenyt ekkor mindenesetre a hidrogénnel töltött léggömbök nyerték, és a hőlégballon csak 1860 után kezdett el újból terjedni.
A következő évben Szablik István és Domin József is kísérletezett léggömb felbocsátásával. A felfedezés gyakorlati felhasználását először a katonaság kezdte el. 1861–63-ban az amerikai polgárháború alatt létrejött az első, légballonokra épülő légierő.

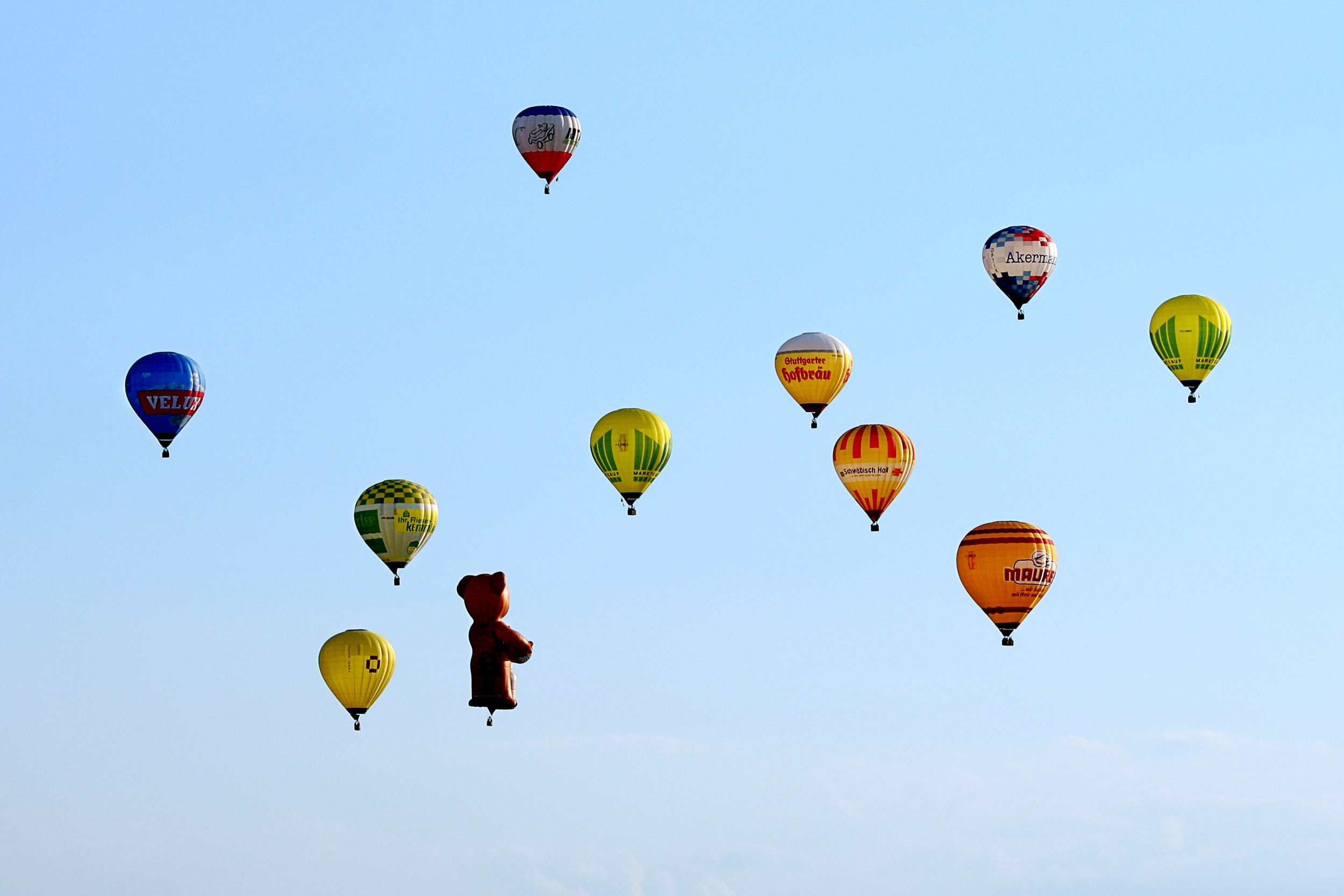
Hőlégballonverseny

Az első felszállást Magyarországon Gregor Kraškovič szlovén származású orvos és Johann G. Menner bécsi fizikus hajtották végre 1811. június 3-án, Mennerrel a gondolában. A Magyar Aero Club 1902. március 2-án alakult meg, és május 1-jén szállt fel a Turul, az első magyar tulajdonú ballon hazánkban. 
A második világháború után 1977-ben készítették el az első magyar hőlégballont, a Pannóniát, amelyet azóta több száz követett. 1980 óta rendszeresen szerveznek versenyeket, nemzeti bajnokságokat is. 1990-ben Molnár Csaba európai hőlégballon-bajnok lett. 2005-ben Debrecenben rendezték meg a 14. Hőlégballon Európa-bajnokságot, amelyen 84 versenyzőballon mellett 30 fiesztaballon is részt vett.

## Műszaki adatok
A hőléggömb esetében körülbelül 3 m³ gömbtérfogat képes felemelni 1 kg tömeget. Természetesen a felhajtóerő pontos értéke függ a ballonon belül elért és a kültérben lévő hőmérsékletek különbségétől, a tengerszint feletti magasságtól, a levegő nedvességtartalmától és az aktuális légáramlatoktól is. Emellett az alsó légkörben a hőlégballon felhajtóereje minden 1000 méteren 3%-kal csökken.
A legkisebb, egyszemélyes, kosár nélküli ballon (úgynevezett „hopper” vagy „cloudhopper”) térfogata alig 1000 m³, ami – tökéletes gömb esetén – mintegy 12,4 m átmérőt jelentene. Ezzel szemben, a szórakoztatóipar által használt nagy hőlégballonok térfogata a 15 000 köbmétert is eléri, és két tucat személy szállítására alkalmasak.
A leginkább jellemző méret a 2500 m³, az ilyen ballon 3-4 személyt szállít.

## Egy átlagos rendszer tömegének kiszámítása
- burkolat: 113 kg
- kosár: 63,5 kg
- égő: 22,7 kg
- 3 üzemanyagtartály: 184 kg
- 4 utas: 320 kg
- a léggömbben lévő felmelegített levegő 2500 m³ × ~0.9 kg/m³ = 2250 kg

Összesen: kb. 3000 kg
Második kiszámítási módszer ha a lebegő rendszer tömegét nézzük meg, mekkora tömeg külső levegővel tart egyensúlyt (szorít ki úgymond a kupából) a rendszer. Így a fenti számításhoz hasonlóan 2500m^3 x 1.18 kg/m^3 (25 C, tengerszint) ~=2950 Kg tömeg adódik.
A legolcsóbb, kereskedelemben kapható hőléggömb, a hopper ára kb. 17 000 dollár (kb. 3,25 millió forint), de ez a héliummal töltött légballonok árának csak kb. 10%-a.

## Lásd még
- Léggömb
- Léghajó
- Siklóernyő
- Papírsárkány
- Helikopter
- Repülőgép